# Андріївка (Кам'янець-Подільський район)
Андрі́ївка — село в Україні, у Чемеровецькій селищній територіальній громаді Кам'янець-Подільського району Хмельницької області. 

## Назва
Назва села за переказами походить від імені графа Андрія Лабенецького, якому належало більше 100 селянських родин на території села.

## Географія
Село розташоване на Подільській височині на правій притоці річки Жванчик. Через село протікає річка Вільха. Межує із селами: Вишневе - 2 км., Бережанка - 5 км., Летава- 6 км., Шидлівці – 6 км., Кугаївці - 4 км.

### Клімат
Андріївка знаходяться в межах вологого континентального клімату із теплим літом.

## Історія
Село Андріївка було засноване в XVIII столітті.
Від заснування до 1831 року все село належало графу Андрію Лабенецькому. А в 1831 році частина маєтку була конфіскована, за участь одного з його синів у польському повстанні. Володіння переходить до дворянина Лабенецького-Дуніна, якому належить 232 десятин землі та 15 десятин лісу.
На кінець XIX століття в селі існувала селянська община зі 101 двору, якій належало 118 десятин землі. Решта 439 десятин належала поміщику Базюку.
Жителі села брали участь у протестах 1905 – 1907 років та у Першій світовій війні.
У період Гетьманату в селі знаходився невеличкий німецький гарнізон, який займався збором від населення продподатків для німецької армії. Через територію села проходили: війська Польського армія, війська УНР і радянська Червона Армія. Внаслідок поразки визвольних змагань на початку XX століття, село надовго окуповане російсько-більшовицькими загарбниками.
Радянська окупація принесла колективізацію та розкуркулення, мешканці села зазнали репресій.
У 1932–1933 селяни села пережили Голодомор. Але в порівнянні з іншими регіонами близькість села до кордону врятувало жителів від жахливих наслідків голоду. Селяни ходили за кордон та обмінювали речі на продукти харчування.
У роки Великого терору 1936-1937 було вбито чимало осіб різних національностей та професій, багато людей було виселено як сім'ї «ворогів народу», в цей період селі репресовано 33 мешканці.
З 1991 року в складі незалежної України.
15 вересня 2016 року шляхом об'єднання сільських територіальних громад, село увійшло до складу Чемеровецької селищної громади, до цього органом місцевого самоврядування була Андріївська сільська рада.
До адміністративної реформи 19 липня 2020 року село належало до Чемеровецького району, після його ліквідації, увійшло до складу Кам'янець-Подільського району.
11 травня 2023 року релігійна громада храму Святого апостола Андрія Первозванного села перейшла з Московського патріархату в Православну Церкву України.

## Населення
На 1897 рік чисельність населення становило 606 чоловік.
На 2001 рік селі мешкало 726 осіб.

### Мова
У селі поширені західноподільська говірка та південноподільська говірка, що відносяться до подільського говору, який належить до південно-західного наріччя.

## Релігія
У селі є дві релігійні споруди:   
- Українська православна церква «Андрія Первозданного» (ПЦУ).
- Римо-католицький костьол «Серце Ісуса» (РКЦ).

Культові споруди побудовані за кошти прихожан і сільськогосподарського кооперативу-агрофірми «Ювілейна».

## Відомі люди

### Народилися
- Антон Бринський (1906—1981) — російський письменник, Герой Радянського Союзу, який присвятив рідному селу автобіографічну повість «Моя Андріївка» (Горький, 1976).
- Іван Мельник (1921—1989) — український вчений у галузі медицини.

## Природоохоронні території
Село лежить у межах національного природного парку «Подільські Товтри».

## Галерея

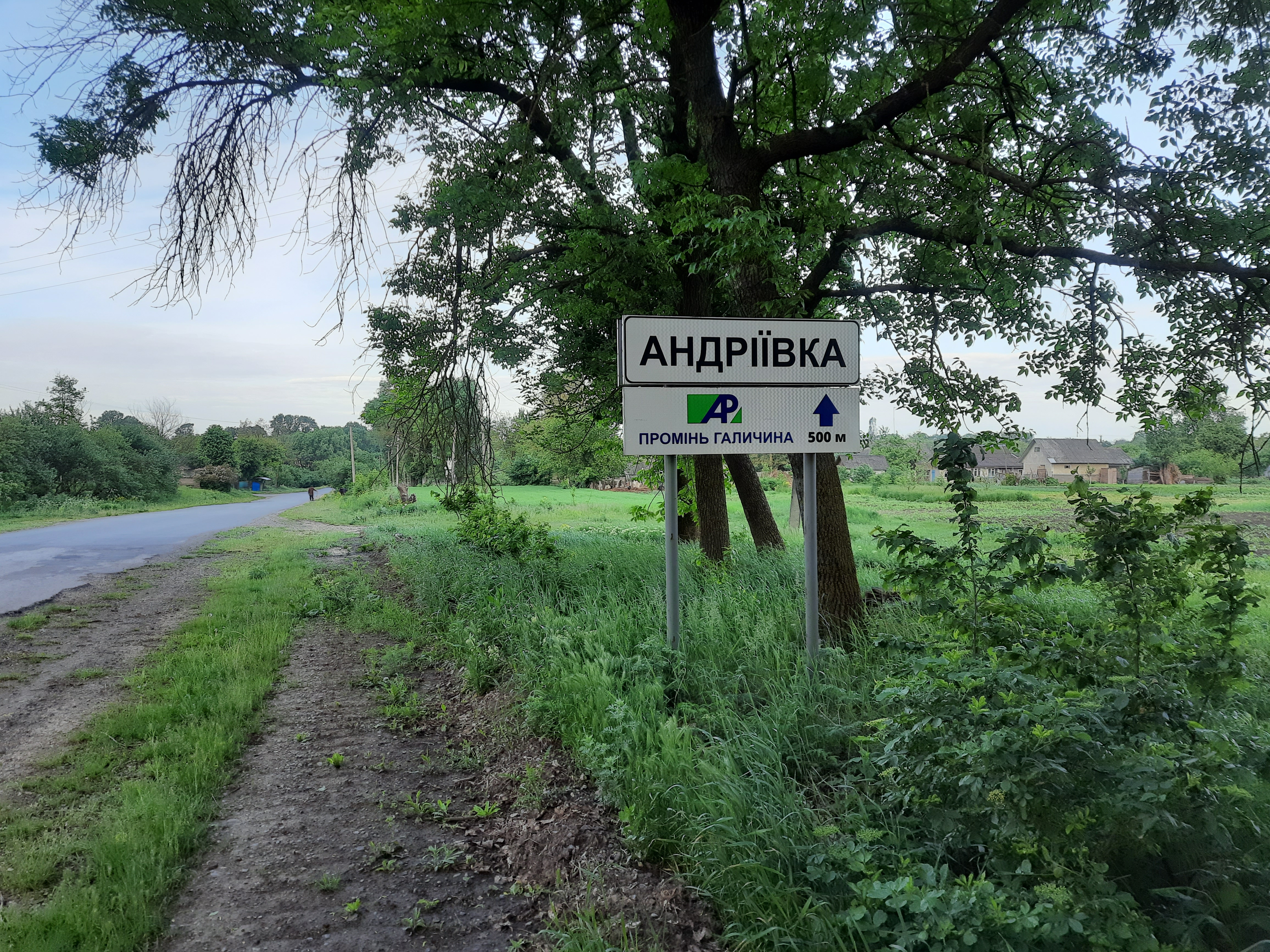
В'їзд у село
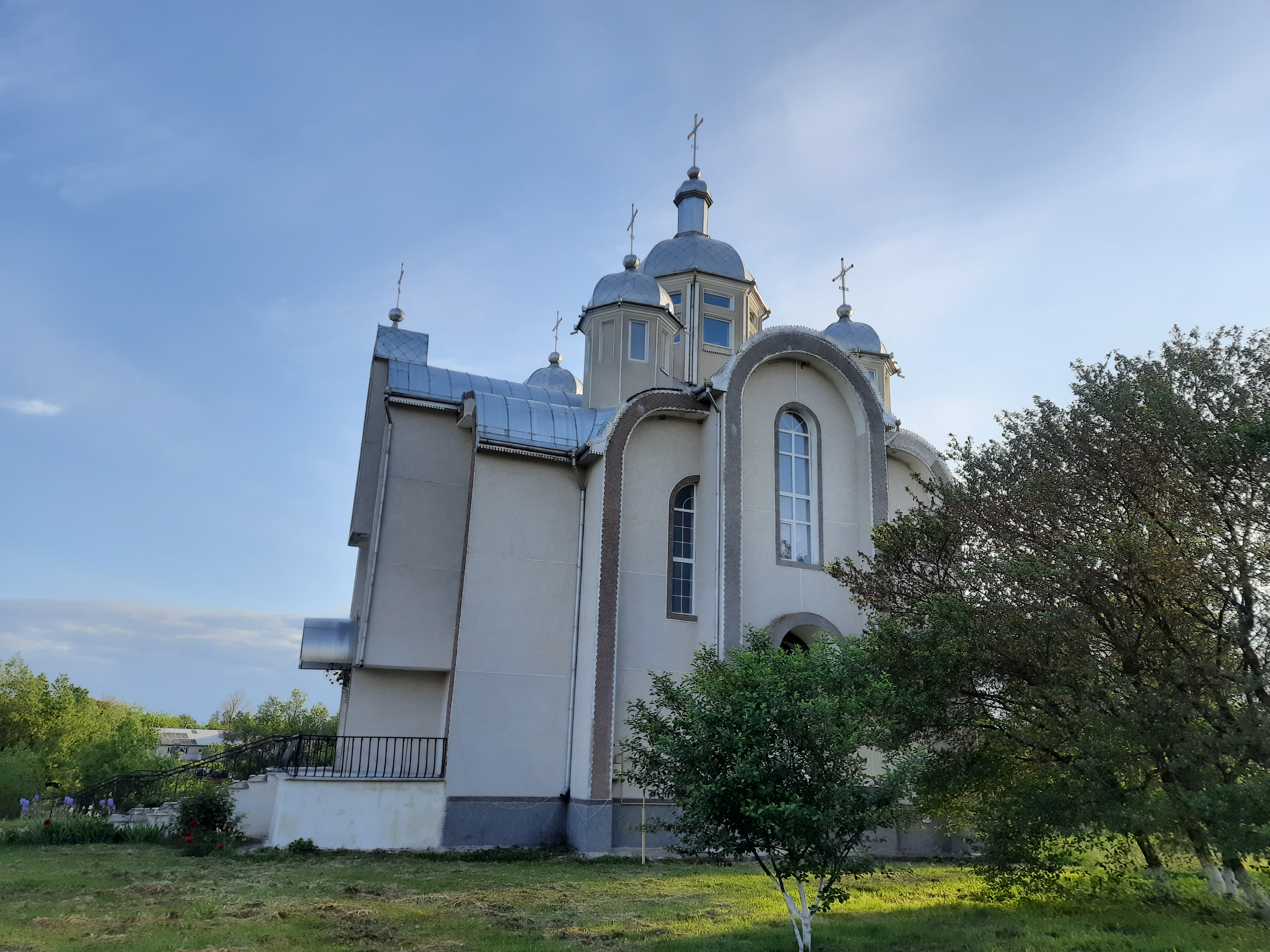
Церква Андрія Первозванного
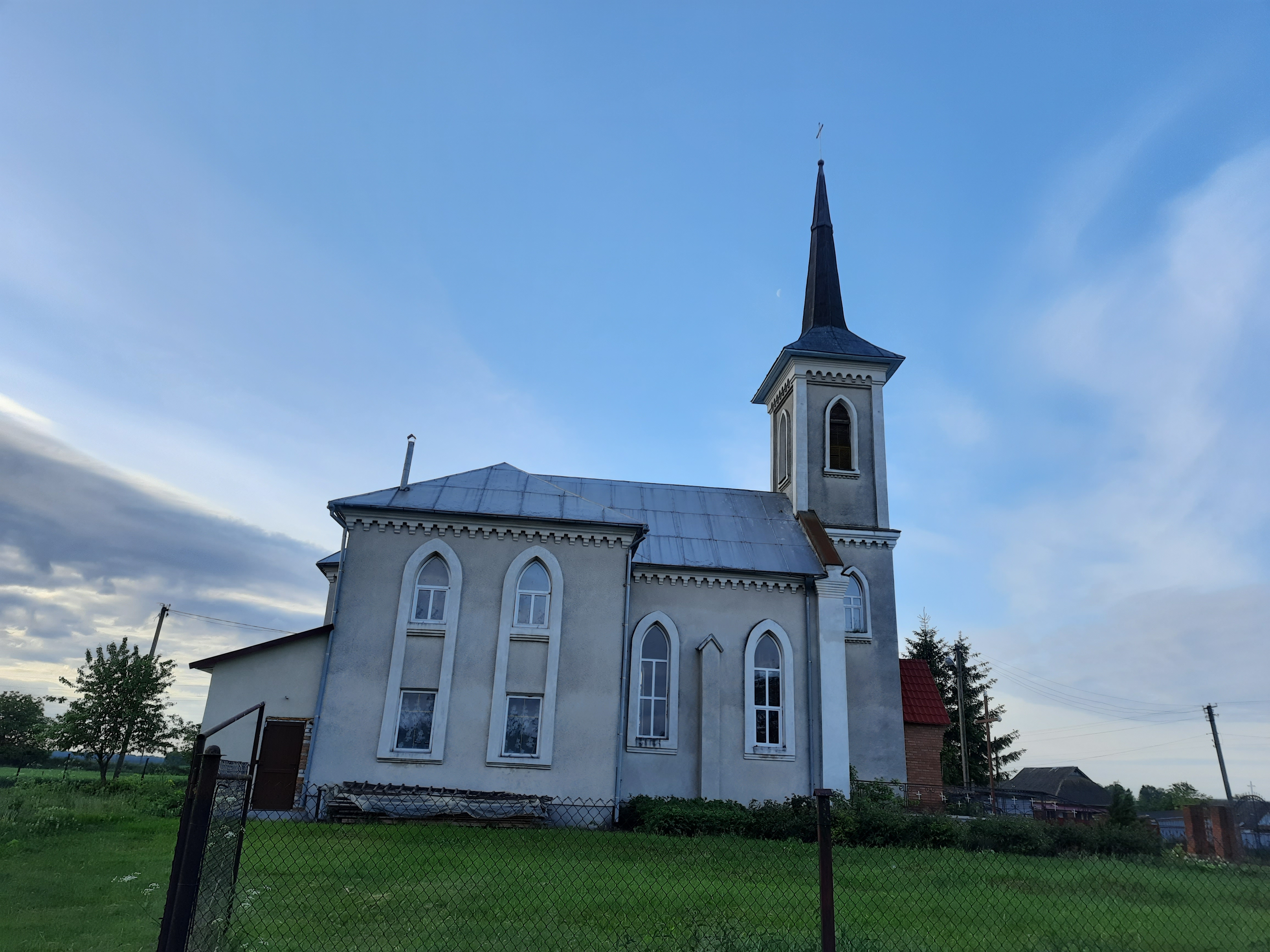
Костел Серце Ісуса
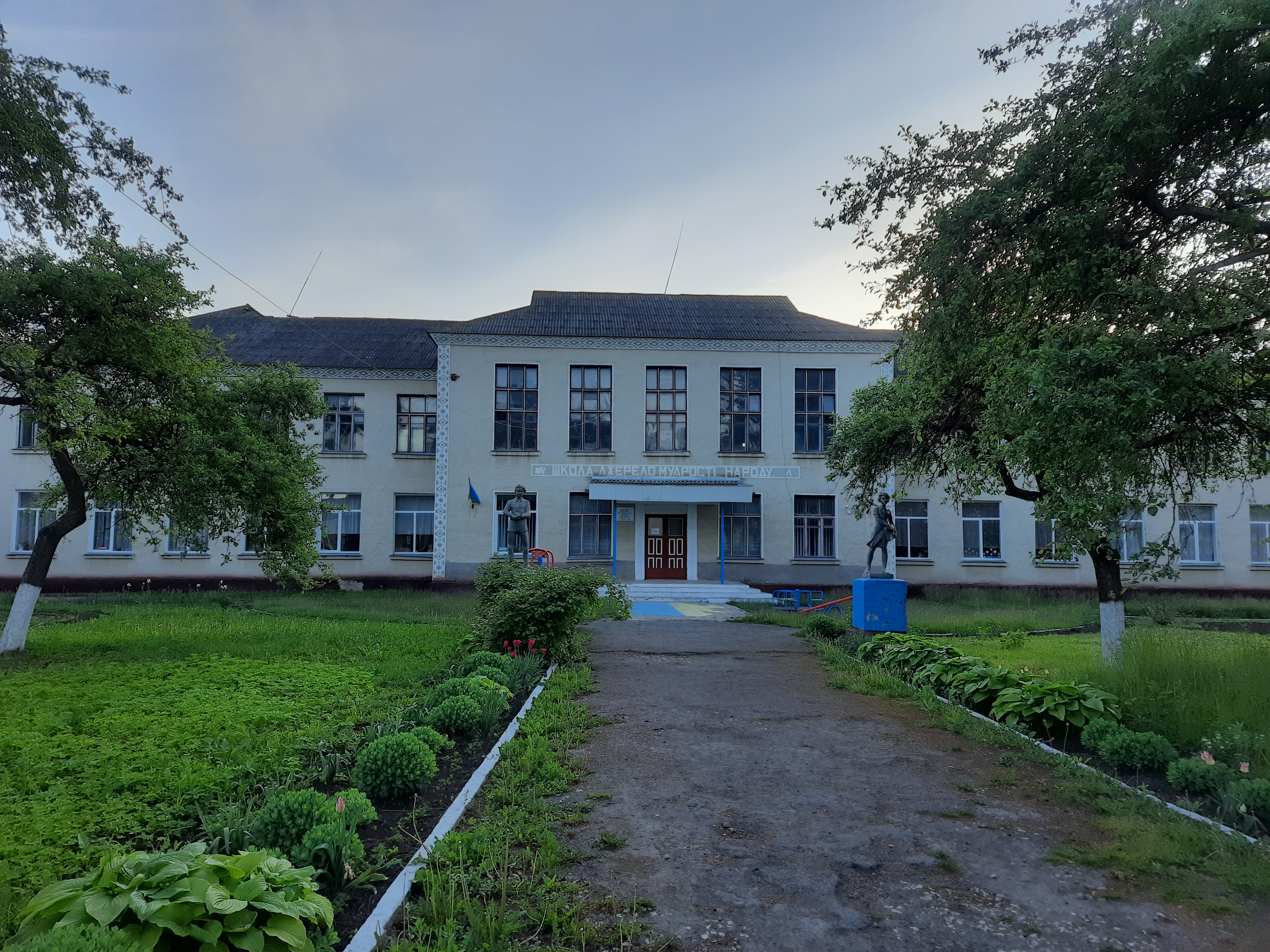
Школа
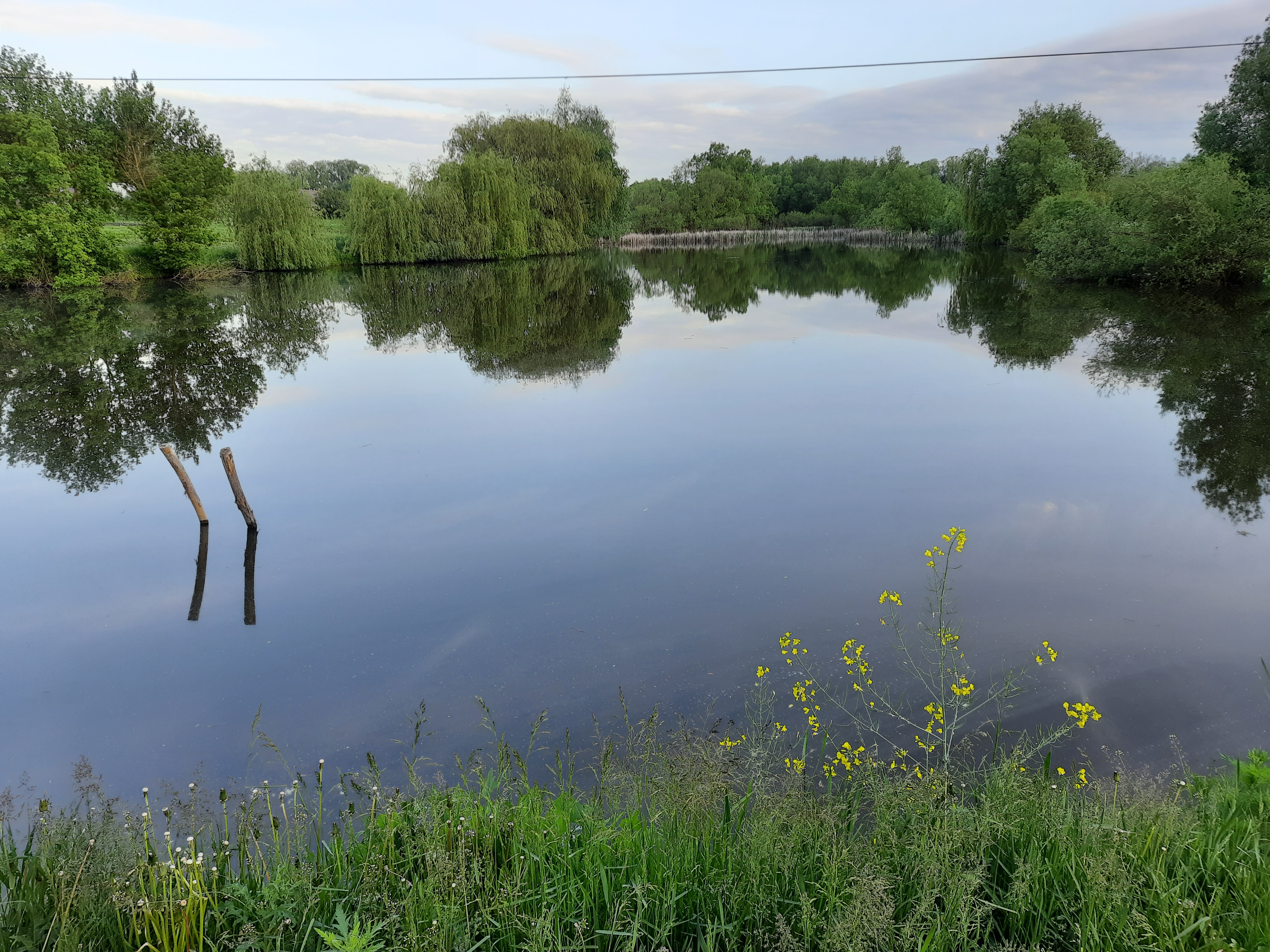
Став на річці Вільха